# Tendens (organisation)
En tendens är en opposition inom en organisation som organiserat sig för att gemensamt resa vissa krav. Skillnaden mot en fraktion är att en tendens inte kräver ledningens avgång, utan endast att denna förändrar sin politik.